# Miroslav Holub

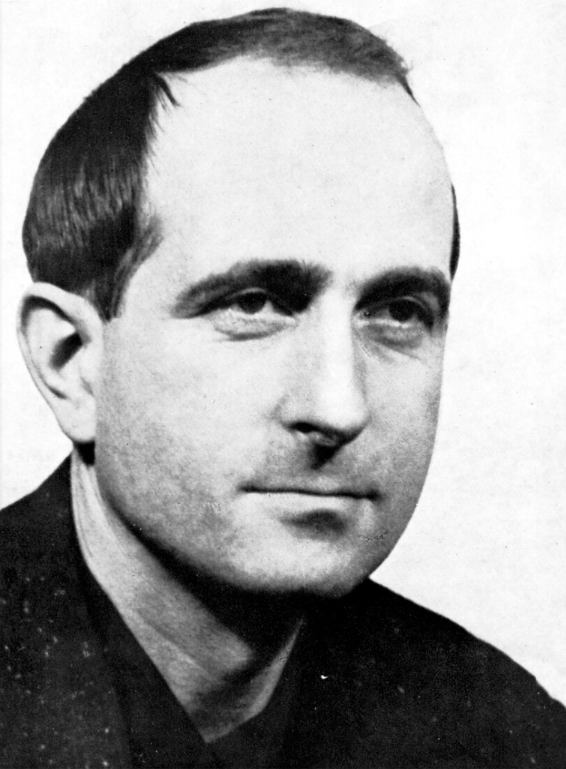
Miroslav Holub (1964)

Miroslav Holub (* 13. September 1923 in Pilsen; † 14. Juli 1998 in Prag) war ein tschechischer Dichter und Arzt.

## Leben
Holub machte die Matura. Während der deutschen Besatzungszeit war er von 1942 bis 1945 als Bahnarbeiter zwangsverpflichtet. Nach dem Ende des Zweiten Weltkriegs studierte er bis 1953 Naturwissenschaften, Medizin und Immunbiologie. Er arbeitete an der Tschechoslowakischen Akademie der Wissenschaften und beschäftigte sich dort mit Immunologie. Dann war er in Prag als freischaffender Schriftsteller, Lyriker und Übersetzer tätig.
Seine schriftstellerischen und lyrischen Arbeiten sind von der Wissenschaft inspiriert. „Sein Gedicht will wissenschaftlich exakt beobachten, unpathetisch konstatieren.“ Eine sensible moralisch-kritische Auseinandersetzung mit der zeitgenössischen Umwelt steht im Mittelpunkt von sieben Lyrikbänden, die er 1964 auswahlweise in der Sammlung Anamnesa zusammenfasste.
Studienaufenthalte führten Holub u. a. nach Polen, in die Bundesrepublik Deutschland, nach England und in die USA. Literarisch engagierte er sich in der Zeitschrift Květen. Nach der Niederschlagung des Prager Frühlings 1968 war er bis 1980 einer Veröffentlichungssperre unterworfen.
Am 8. Dezember 1998 wurde der Asteroid (7496) Miroslavholub nach ihm benannt.

## Werke
- Ohnice, 1947
- Denní služba (Tagesdienst), 1958, Alltagspoesie
- Achilles a želva, 1960
- Slabikář, 1961
- Jdi a otevři dveře, 1961
- Zcela nesoustavná zoologie, 1963
- Tak zvané srdce 1963
- Kam teče krev, 1963
- Ačkoliv 1969
- Beton, 1970

### Reportagen
- Anděl na kolečkách (Engel auf Rädern) 1963
- Žít v New Yourku, 1969
- K principu rolničky, 1987 soubor sloupků
- Tři kroky po zemi, 1965, postřehy z lékařské praxe

### In deutscher Sprache publiziert
- Engel auf Rädern. Fast eine Reportage aus den USA - Verlag Philipp Reclam jun. Leipzig; Reihe Universal-Bibliothek Band 314 (1967); aus den Tschechischen übertragen von Ilse Seehase (* 1930)
- New York – Verlag Volk und Welt (1967)
- Obwohl - Hanser (1969)
- Aktschlüsse - Hanser, München (1976)
- Vom Ursprung der Dinge - Carl Hanser (2002)

siehe auch Liste tschechischer Schriftsteller